# 알이슬라
예멘 개혁을 위한 연합(아랍어: التجمع اليمني للإصلاح, 영어: Yemeni Congregation for Reform) 또는 알이슬라(Al-Islah)는 예멘의 정당이다. 정당의 목표는 부족주의에 기반을 둔 느슨한 종교 연합이다. 당의 기원은 무슬림 형제단에 있다. 사우디아라비아로부터 상당한 재정 지원을 받았으며 1990년 예멘의 통일 이후에 창당하였다. 외교 정책으로는 "아랍 자매 국가인 사우디아라비아, 걸프 협력 회의 국가들과 협력하는 것이다."라고 밝히고 있다.

## 같이 보기
- 후티
- 이슬람 민주주의 정당 목록